# براشت بالا
 براشت بالا، قرية صغيرة تتبع البلدة المركزية (بالفارسية: بخش مركزى) من توابع مدينة بستك وتقع في محافظة هرمزگان في جنوب إيران.

## وصلات خارجية
- التقسيمات الإدارية لمحافظة هرمزگان